# I-37 (подводная лодка)
I-37 — японская подводная лодка типа «I-15», состоявшая на вооружении Императорского флота Японии во время Второй мировой войны.

## Общее описание
Подводные лодки типа «I-15» (типа B1) — дальнейшее развитие подводных лодок подтипа KD6 типа «Кайдай». Лодки типа «I-15» оснащались гидросамолётом для ведения разведки в море. Водоизмещение — 2631 т в надводном положении и 3713 т в подводном положении. Главные размерения: длина 108,7 м, ширина 9,3 м и осадка 5,1 м. Рабочая глубина — 100 м.
Главная энергетическая установка состояла из двух дизельных двигателей, каждый из которых при мощности в 6200 л. с. приводил в движение по одному винту. Мощность электромотора, применявшегося для перемещения под водой — 1000 л. с. Максимальная скорость — 23,6 узла на поверхности и 8 узлов под водой. Дальность плавания над водой — 14 тысяч морских миль при скорости 16 узлов, под водой — 96 морских миль при скорости 3 узла.
Подлодка была вооружена шестью носовыми 533-мм торпедными аппаратами и несла на борту до 17 торпед. Артиллерия — 140-мм морское орудие Тип 11-й год и два 25-мм зенитных орудия Тип 96.. В районе капитанского мостика располагался авиаангар, на передней палубе находилась авиационная катапульта.
Тип подводных лодок «I-15» (или «B1») был крупнейшим по числу построенных для японского флота субмарин — было построено 18, из которых до конца войны дожила только субмарина I-36.

## Служба
Заложена в городе Куре (префектура Хиросима) под номером 150 7 декабря 1940 года. Первоначально получила имя I-49, под которым была спущена на воду 22 октября 1941 года, но 10 марта 1943 года принята в состав Императорского флота Японии и переименована в I-37.
С июня 1943 года базировалась на острове Пинанг, откуда выходила на патрулирование в Индийский океан и атаковала союзные суда. 16 июня потопила британский танкер «Сан-Эрнесто», 19 июня — американский транспорт «Генри Нокс» (англ. USS Henry Knox) типа «Либерти», 23 октября — греческий сухогруз «Фанеромени», 27 ноября — норвежский танкер «Скотия». Была частью 8-го флота Японии.
19 ноября 1944 года после обстрела из бомбомёта типа «Хеджхог» с борта американского эсминца «Конклин» подлодка I-37 затонула. 6 декабря 1944 года в японских архивах признана пропавшей без вести, 10 марта 1945 года исключена из состава флота.